# 沙漠壳菌属
沙漠壳菌属（学名：Eremomyces），是沙漠壳菌科下的一个属。

## 下属分类
- 沙漠壳菌 Eremomyces bilateralis Malloch & Cain